# Saint-Lyphard

Localització de Saint-Lyphard

Saint-Lyphard (en bretó Sant-Lefer) és un municipi francès, situat a la regió de país del Loira, al departament de Loira Atlàntic, que històricament ha format part de la Bretanya. L'any 2006 tenia 4.030 habitants.

## Demografia
| 1962                                       | 1968  | 1975  | 1982  | 1990  | 1999  |
| ------------------------------------------ | ----- | ----- | ----- | ----- | ----- |
| 1.331                                      | 1.357 | 1.554 | 2.364 | 2.889 | 3.178 |
| Des de 1962: població sense dobles comptes |       |       |       |       |       |

## Administració
| Període   | Identitat          | Partit |
| --------- | ------------------ | ------ |
| 1988-1989 | Gilbert Coué       |        |
| 1989-2001 | Michel Bernard     |        |
| 2001      | Jean-Noël Acremont |        |
| 2001-     | Chantal Brière     | UMP    |

## Galeria d'imatges

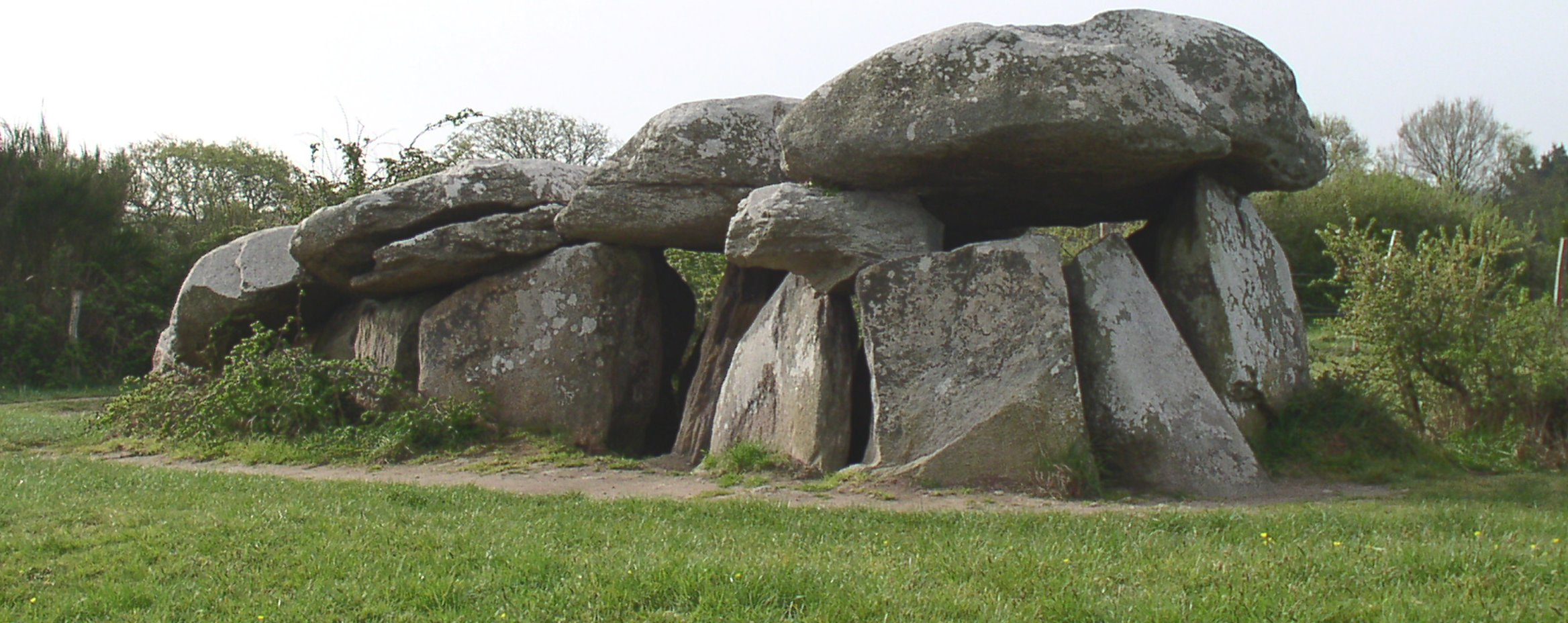
Dolmen de Kerbourg
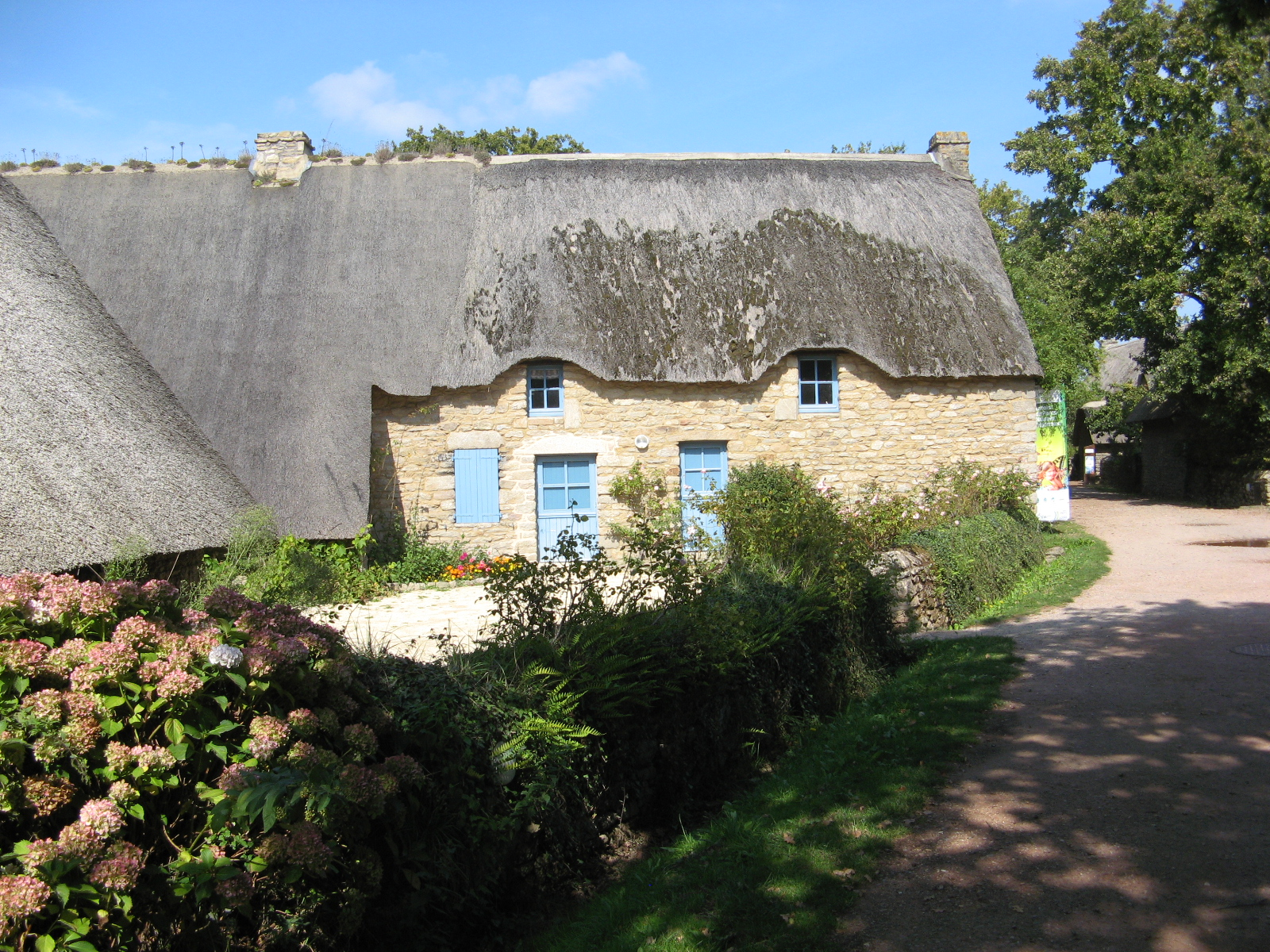
Vila de Kerhinet
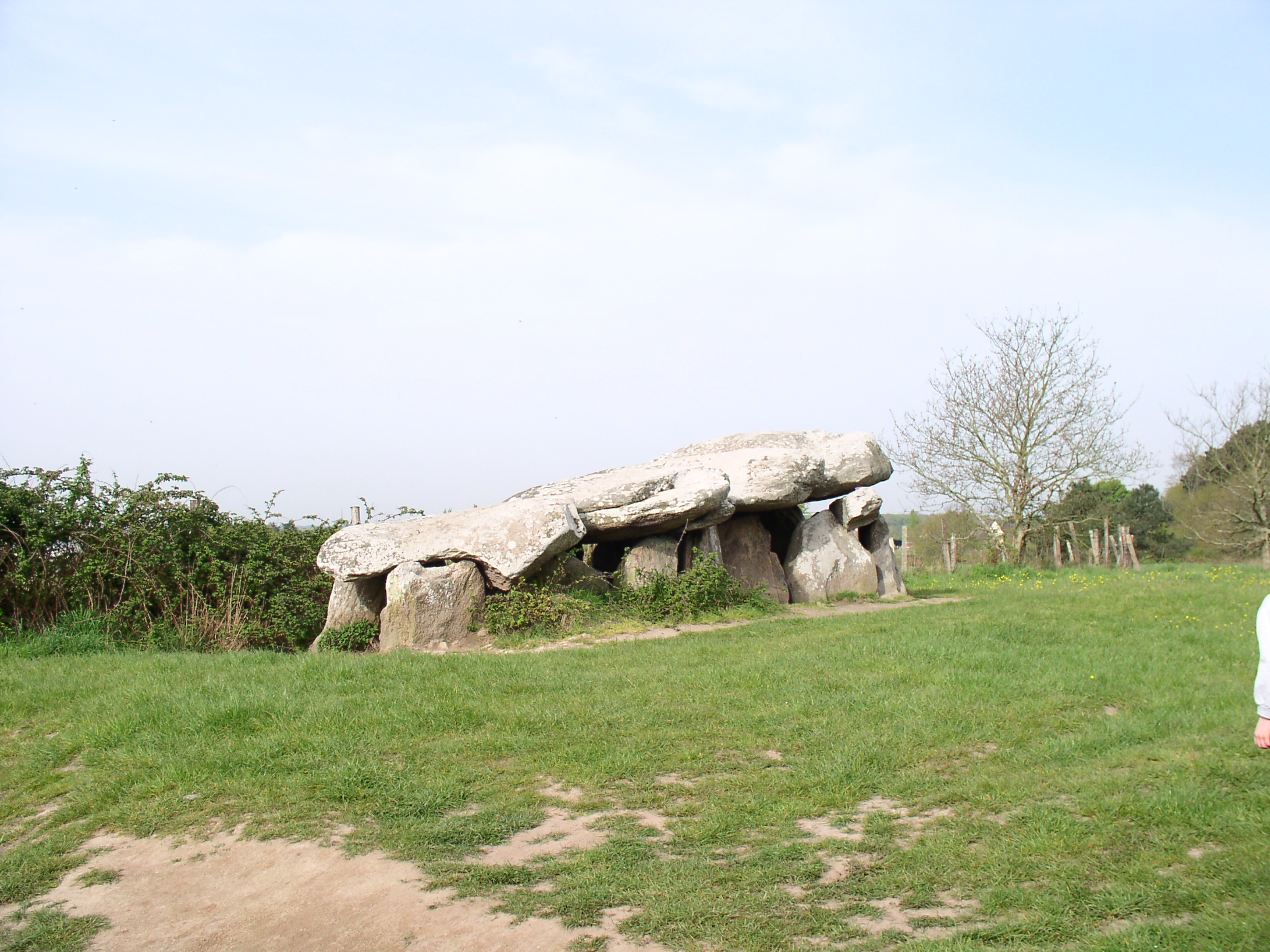
Dolmen de Kerbourg